# Новонагаевский сельсовет
Новонагаевский сельсовет — муниципальное образование в Краснокамском районе Башкортостана.
Административный центр — село Новонагаево.

## История
Согласно Закону о границах, статусе и административных центрах муниципальных образований в Республике Башкортостан имеет статус сельского поселения.

## Население
| 2002  | 2009  | 2010  | 2012  | 2013  | 2014  | 2015  |
| ----- | ----- | ----- | ----- | ----- | ----- | ----- |
| 1188  | ↗1215 | ↘1164 | ↘1130 | ↗1155 | ↗1157 | ↗1163 |
| 2016  | 2017  | 2018  |       |       |       |       |
| ↘1127 | ↘1109 | ↘1074 |       |       |       |       |

## Состав сельского поселения
| № | Населённый пункт | Тип населённого пункта       | Население |
| - | ---------------- | ---------------------------- | --------- |
| 1 | Новонагаево      | село, административный центр | ↘1093     |
| 2 | Ашит             | деревня                      | ↘71       |

## Известные уроженцы
- Абдуллин, Риф Мударисович (род. 1 января 1948) — живописец, Заслуженный художник РБ (1998), Заслуженный художник РФ (2016)[14].